# 이나바 아가시
이나바 아가시(일본어: 稲葉 亜我志, 1999년 9월 27일~)는 일본의 축구 선수이다.

## 구단 경력
그는 2022년 J2리그의 이와테 그루자 모리오카에 입단했다. 2022년후 J3리그에 강등했다. 2024년 리그 데뷔했다. 2025년 일본 풋볼 리그의 베어틴 미에로 이적했다.